# Keith Shadwick
Keith Shadwick (* 31. Oktober 1951 in Hampstead (London); † 28. Juli 2008) war ein britischer Musiker, A&R-Manager, Rundfunkmoderator, Autor und Musikjournalist.

## Leben und Wirken
Shadwick wuchs in Australien auf, wohin seine Eltern 1961 ausgewandert waren, und besuchte die Wollongong High School in New South Wales; anschließend studierte er englische Literatur an der Sydney University. Nach dem Studienabschluss 1973 spielte er als Saxophonist in Jazz- und Rockgruppen, musikalisch beeinflusst von John Coltrane, Ornette Coleman, Eric Dolphy und Jimi Hendrix. Er begann daneben für Musikzeitschriften zu schreiben, hatte bei einem Melbourner Radiosender ein regelmäßiges Programm und schrieb Lyrik. 1972 nahm er mit seiner Jazzrockband Sun ein Album auf; danach spielte er in der Melbourner Rockband Bleeding Hearts (What Happened!, 1976). 
Nach seiner Rückkehr nach England 1978 arbeitete Shadwick in London als Herausgeber des Music Trades International Magazine, ab 1984 als Einkäufer für Klassikproduktionen bei der Kette WHSmith, außerdem als Berater für die Reihe The Great Composers. 1985 wurde er Marketingchef bei RCA Classics, kümmerte sich um die Wiederbelebung des Backkataloges der Plattenfirma und war für die Promotion britischer Künstler wie Julian Bream oder Julian Lloyd Webber verantwortlich. Ende der 1980er Jahre war er an der Neuausrichtung der RCA auf Jazz-Produktionen beteiligt und verpflichtete Künstler wie Dave O’Higgins’ Roadside Picnic und den Pianisten Jason Rebello. 1989 wurde er Geschäftsführer von Koch International. 1992 verließ Shadwick die Musikindustrie und arbeitete als freischaffender Autor für die Musikzeitschrift Gramophone, für den Sender Classic FM, schrieb  Jazzkritiken für das TOP-Magazin und war Mitarbeiter bei The Tower Jazz Guide (1999).  
Shadwick schrieb ab 1997 für The Independent und die Musikzeitschrift Jazzwise (The 100 Jazz Albums That Shook the World 2006); es folgten eine Reihe von Musiker- und Band-Biographien über Bill Evans (2002), Jimi Hendrix (2003) und Led Zeppelin (2005). Kurz vor seinem Tod infolge einer Mesotheliom-Erkrankung veröffentlichte er noch die beiden Lyrikbände Before I Left und Just Here sowie ein Soloalbum, Free Time, teilweise mit bislang unveröffentlichtem Material aus den 1970er Jahren. das bei Candid Records erschien.

## Schriften (Auswahl)
- Windows & Mirrors, with drawings by Julie Clark. Bundeena, N.S.W. : Island Press, 1977
- The Illustrated Story of Jazz. Marshall Cavendish Books London / WHSMITH Exclusive Books 1991
- mit Alun Morgan, Dave Gelly, Steve Voce, Brian Priestley: The Gramophone Jazz Good CD Guide. Gramophone Publications Limited, Middlesex, 1995
- The Guinness Guide to Classical Composers (1998)
- Jazz: Legends of Style. Eagle Editions, Royston 2000
- Blues. Keeping the Faith. Eagle Editions, Royston 2000
- Bill Evans: Everything Happens to Me. San Francisco, Backbeat Books, 2002
- Jimi Hendrix: Musician. San Francisco, Backbeat Books, 2003
- Led Zeppelin. The Story Of A Band And Their Music 1968-1980. Edition Olms, 2006. ISBN 9783283005344
- The Encyclopedia of Jazz & Blues. Celebrating the Lives of the Greatest Artists in Jazz and Blues History. London, Eagle, 2007. ISBN 9781845733452